# Ardisia pseudoracemiflora
Ardisia pseudoracemiflora är en viveväxtart som beskrevs av J.J. Pipoly. Ardisia pseudoracemiflora ingår i släktet Ardisia och familjen viveväxter. Inga underarter finns listade i Catalogue of Life.